# GMP-diagnosztika
A GMP-diagnosztikát gyermekek beszédészlelési és beszédmegértési folyamatainak vizsgálatára fejlesztette ki Gósy Mária fonetikus, nyelvész, pszicholingvista.

## Története, alkalmazása
Az első tesztcsomag 1989-ben jelent meg. Az eljárás sztenderdizált, így a magyar anyanyelvű gyermekek beszédfeldolgozási folyamata megítélhető, minősíthető, és az eredmények alapján a terápia megtervezhető. A teszt elsősorban 3 és 13 éves kor közötti gyermekek vizsgálatára alkalmas, de bizonyos esetekben fiatalabbak és idősebbek részleges tesztelése is elvégezhető a diagnosztikával. A kapott adatok alapján a beszédfeldolgozás tesztelt működései jól jellemezhetők, ezáltal a tipikus fejlődési szint megbízhatóan elkülöníthető az elmaradottól, a zavart folyamattól. Ezt a diagnosztika életkor-specifikus értékei teszik lehetővé.
A tesztelési idő óvodásoknál átlagosan 25 perc, iskolásoknál 35 perc, mely időtartamok pont ideálisak gyermekek tesztelésére: rövidek, de elegendőek ahhoz, hogy megismerjék a beszédfeldolgozást. Így elkerülhető, hogy a gyermek elfáradjon, s emiatt nem a valós teljesítményt kapjuk, hanem valami fáradtsági szintet.

## A diagnosztika megtanulása
A GMP-diagnosztika használatát akkreditált tanfolyam keretében lehet elsajátítani (feltétel pedagógiai, pszichológiai vagy orvosi diploma). A tanfolyamokat évente kétszer a Magyar Gyógypedagógusok Egyesülete szervezi (egymást követő három napon). A tanfolyamot végzett és a vizsgát sikeresen letett kollégák tanúsítványt kapnak.

## GMP által vizsgált részfolyamatok
- Beszédészlelési működések,
- mondatértés,
- szövegértés,
- rövid idejű verbális és vizuális emlékezet,
- szóaktiválási folyamat,
- centrális működések (pl. agyfélteke-dominancia),
- kézhasználat,
- irányfelismerési készség.